# خوسيه ميغيل ألفريدو ماريا سي
خوسيه ميغيل ألفريدو ماريا سي  (و. 1905 – 1985 م) هو عالم حشرات من المملكة المتحدة .
توفي عن عمر يناهز 80 عاماً.